# Белло, Фрэнк
Фрэнк Джозеф Белло (англ. Frank Joseph Bello, родился 9 июля 1965 года) — американский музыкант, бас-гитарист американской трэш-метал группы Anthrax.

## Биография
В начале карьеры Фрэнк Белло был техником группы, но после ухода Дэна Лилкера стал новым басистом группы Anthrax.
Его игра примечательна тем, что он не использует медиатор и играет пальцами даже самые быстрые композиции группы. В основном он использует бас-гитары фирмы Fender. Также Fender в 2005 году выпустили именную гитару Fender "Frank Bello" Bass. На данной бас-гитаре установлено два датчика - P и J типа, и два регулятора громкости, без эквализации. На одной из его бас-гитар написано «R.I.P. Dimebag», это дань памяти Даймбэга Даррела, друга Фрэнка, известного в качестве гитариста групп Pantera и Damageplan, убитого на собственном концерте.
Написал и спел песню «Pieces» из альбома Anthrax Volume 8: The Threat Is Real. Песня является данью уважения к его брату Энтони, который был убит в 1996 году.